# Douglas Erasmus
Douglas John Erasmus, född 4 april 1990 i Benoni, är en sydafrikansk simmare.

## Karriär
Erasmus tävlade för Sydafrika vid olympiska sommarspelen 2016 i Rio de Janeiro, där han blev utslagen i försöksheatet på 50 meter frisim.